# Pseudonezumia
A Pseudonezumia a sugarasúszójú halak (Actinopterygii) osztályának a tőkehalalakúak (Gadiformes) rendjébe, ezen belül a hosszúfarkú halak (Macrouridae) családjába tartozó nem.

## Rendszerezés
A nembe az alábbi 4 faj tartozik:
- Pseudonezumia cetonuropsis (Gilbert & Hubbs, 1916) - talán azonos a P. parvipesszel
- Pseudonezumia japonicus Okamura, 1970 - típusfaj
- Pseudonezumia parvipes (Smith & Radcliffe, 1912)
- Pseudonezumia pusilla (Sazonov & Shcherbachev, 1982)

Egyes halbiológusok a Paracetonurus flagellicauda nevű halat is ebbe a nembe sorolják.